# MF文庫J
MF文庫J（エムエフぶんこジェイ）は、日本の出版社であるKADOKAWA・メディアファクトリーブランドから発刊されているライトノベル系文庫レーベル。2002年7月25日創刊。
キャッチコピーは「見つけよう、キミのおもしろい!」。

## 概要
映画の小説化作品を始めとする日本国外の翻訳作品を中心に扱ってきた「MF文庫」のサブレーベルとして「日本」（Japan）と「ジュブナイル」（Juvenile）の頭文字を取り「J」が付けられた。なお、創刊から2023年7月にかけて長きにわたり使用していたレーベルロゴは、2023年7月にリニューアルされた。
創刊時より全タイトルの価格を580円＋税に統一している。緑色の背表紙が特徴で、創刊時は裏表紙も緑色であったが、2010年に裏表紙の装訂を白基調に変更している。また、この装訂変更に伴いアンケート葉書の折り込みを廃止して、奥付のQRコードから携帯電話専用のアンケートページにアクセスさせるようになった（回答者にはオリジナルの待受画像を提供する）。
創刊当初は初期のライトノベル系レーベルの例に漏れず、アニメ・コンピュータゲーム等のメディアミックス作品が多くみられたが、MF文庫Jライトノベル新人賞の受賞者がデビューした2004年頃からオリジナル作品に人気の中心が移り、2007年頃よりほぼ完全にオリジナル作品中心のラインナップを確立した。
ボーカロイド楽曲のノベライズ作品を精力的に刊行している。それらの作品等は「アペンドライン」というレーベル内レーベルに纏められている。当初、通常枠で出ていたボーカロイド楽曲のノベライズたる作品や、フリーゲーム原作の作品、またMF文庫Jで主流となっている萌え要素が抑えられた作品も「アペンドライン」に収められた。しかし、「アペンドライン」の試みは短期間（2014年 - 2015年）で廃止された。とはいえ、その後もボーカロイド楽曲のノベライズは提供している。
積極的に電子出版に打って出ているのも特徴である。比較的新しい書籍で、新品の本より値段を安く設定し「最強☆読書生活」（ワーズギア）やeBookJapan、電子書店パピレス、ビットウェイブックス、Handyブックス、BookLive!、BOOK☆WALKERなどで電子書籍版を発売している。自社では2011年11月より「MFラノベ☆コミック」を扱ったが、こちらは2015年3月末日を持って配信終了した。
なお、メディアファクトリーがリクルートの子会社として設立された経緯から、2000年代後半には角川グループ・一ツ橋グループに属さない出版社から刊行されているライトノベル系レーベルとして最大のシェアを誇っていたが、2011年11月にリクルートはメディアファクトリーを角川グループホールディングスに売却したため、現在は「角川系」レーベルの一つとなっている（売却後の一時期はKADOKAWAが「ブランドカンパニー制」を採用していた事から、発行元は“ KADOKAWA メディアファクトリーブランドカンパニー ”という形で記載されていた。現在はブランドカンパニー制が廃されているため、公式な表記から「メディアファクトリー」は徐々に消えつつあり、2016年7月刊行分からはそれまで裏表紙に表記されていたメディアファクトリーのロゴが削除されている）。

## メディア展開

### アニメ
本レーベル発の作品では、2006年に「陰からマモル!」・「神様家族」・「ゼロの使い魔」が相次いでアニメ化され、その後も「かのこん」・「聖剣の刀鍛冶」・「けんぷファー」・「あそびにいくヨ!」・「えむえむっ!」がアニメ化されている。特に2011年はTBSとの連続アニメ化プロジェクトとして「IS 〈インフィニット・ストラトス〉」・「緋弾のアリア」・「まよチキ!」・「僕は友達が少ない」の4タイトルが相次いでアニメ化された。その後「この中に1人、妹がいる!」・「お兄ちゃんだけど愛さえあれば関係ないよねっ」・「変態王子と笑わない猫。」・「機巧少女は傷つかない」・「星刻の竜騎士」・「魔弾の王と戦姫」・「魔法戦争」・「ノーゲーム・ノーライフ」・「精霊使いの剣舞」・「アブソリュート・デュオ」のアニメ化がされた。2014年12月に「緋弾のアリアAA」・「ミカグラ学園組曲」が、2015年4月に「学戦都市アスタリスク」、2016年4月に「Re:ゼロから始める異世界生活」がそれぞれアニメ化発表された。2017年7月に「ようこそ実力至上主義の教室へ」がアニメ化された。2019年7月に「可愛ければ変態でも好きになってくれますか?」がアニメ化され現在に至るまでこれら数多くの作品が映像化された。

### 漫画
漫画化は同じ出版社の『月刊コミックアライブ』や『コミックフラッパー』を中心に行っているが、MFが角川に吸収合併されてからは他社が発行している雑誌での連載も多くなり、スクウェア・エニックスの『ヤングガンガン』、ワニブックスの『コミックガム』、ライトノベル市場では角川と競合関係にある集英社の『ジャンプSQ.19』や講談社の『月刊少年シリウス』などの雑誌で、本レーベルの作品を原作とする漫画化作品の連載が行われている。

## 作品一覧
- 緑は小説化（非オリジナル）・スピンオフ作品。
- 紫はアペンドライン作品。
- 同一のシリーズでありながら、短編集や外伝、続編でタイトルが異なる場合、基本的に最初のシリーズ作品タイトルの下へ記述している。

以下に作品を追加するときには、作品を五十音順に並べ、著者名の他、完結済みかどうかも出来る限り併記してください。また、新たに記事を作るときはリンクをつけてください。

### あ行
| タイトル                                                         | 著者                                                    | イラスト                                       | 巻数                                         |
| ---------------------------------------------------------------- | ------------------------------------------------------- | ---------------------------------------------- | -------------------------------------------- |
| AIKa ZERO パラダイス・ブルー                                     | 夏寿司 原作：スタジオ・ファンタジア、バンダイビジュアル | 四条定史                                       | 単巻                                         |
| アヴァロン 灰色の貴婦人                                          | 押井守                                                  | toi8                                           | 単巻                                         |
| 蒼き箱庭のプログレス                                             | 野島けんじ                                              | 水沢深森                                       | 全3巻                                        |
| 青葉くんとウチュウ・ジン                                         | 松野秋鳴                                                | 超肉                                           | 全3巻                                        |
| あおはるっ!                                                      | 内田俊                                                  | Tiv                                            | 全3巻                                        |
| アキトはカードを引くようです                                     | 川田両悟                                                | よう太                                         | 既刊3巻                                      |
| アキハバラヴァンパイアナイト                                     | 七位連一                                                | Anmi                                           | 全2巻                                        |
| アクエリオンEVOL                                                 | 内山靖二郎 原作：河森正治、サテライト                   | 石田可奈他                                     | 全4巻                                        |
| 朝比奈若葉と○○な彼氏                                             | 間孝史                                                  | 桃餅                                           | 全2巻                                        |
| 明日、今日の君に逢えなくても                                     | 弥生志郎                                                | 高野音彦                                       | 単巻                                         |
| アストロノト!                                                    | 赤松中学                                                | bomi                                           | 全3巻                                        |
| あそびにいくヨ!                                                  | 神野オキナ                                              | 放電映像（1 - 14巻） 西E田（15巻以降）         | 全20巻                                       |
| あの夏で待ってる                                                 | 豊川一夏 構成・監修：黒田洋介 原作：I*Chi*Ka            | 羽音たらく                                     | 全2巻                                        |
| アブソリュート・デュオ                                           | 柊★たくみ                                               | 浅葉ゆう                                       | 既刊11巻                                     |
| 天川天音の否定公式                                               | 葉村哲                                                  | ほんたにかなえ                                 | 全4巻                                        |
| あまとう! 七瀬甘るりに不合格祈願                                 | 二階堂紘嗣                                              | ▽                                              | 全3巻                                        |
| あまのじゃくな氷室さん 好感度100%から始める毒舌女子の落としかた  | 広ノ祥人                                                | うなさか                                       | 全5巻                                        |
| 荒瀬はるか、容赦なし!                                            | 熊谷雅人                                                | 魚                                             | 全3巻                                        |
| アルテミス・ハウリング                                           | 遠見塚わたる                                            | ともすけ                                       | 全3巻                                        |
| 虚構戦役の戦導師（）                                             | 田尾典丈                                                | 村上ゆいち                                     | 全3巻                                        |
| 夷皇島学園                                                       | すずきあきら                                            | じじ                                           | 全4巻                                        |
| イケニエハッピートリガー                                         | 未味なり太                                              | らいか                                         | 全2巻                                        |
| イコノクラスト!                                                  | 榊一郎                                                  | OKAMA（1 - 2巻） kyo（3巻以降、1 - 2巻新装版） | 全10巻                                       |
| 異世界拷問姫                                                     | 綾里けいし                                              | 鵜飼沙樹                                       | 全10巻（内、7.5巻含む）                      |
| 異世界、襲来                                                     | 丈月城                                                  | しらび                                         | 既刊3巻                                      |
| 異世界ならニートが働くと思った?                                  | 刈野ミカタ                                              | ねこめたる                                     | 全7巻                                        |
| いつも心に剣を                                                   | 十文字青                                                | kaya8                                          | 全5巻                                        |
| 今はまだ「幼馴染の妹」ですけど。                                 | 涼暮皐                                                  | あやみ                                         | 全4巻                                        |
| 妹が魔女（）で困ってます。                                       | 星家なこ                                                | なちゅらるとん                                 | 全3巻                                        |
| いもうとがかり                                                   | 月見草平                                                | pun2                                           | 全3巻                                        |
| インディフィニット・リンケージ                                   | 刈野ミカタ                                              | フルーツパンチ                                 | 全4巻                                        |
| IS 〈インフィニット・ストラトス〉                                | 弓弦イズル                                              | okiura                                         | 全7巻（8巻からはオーバーラップ文庫にて刊行） |
| インポッシブル・ハイスクール                                     | 葛西伸哉                                                | 了藤誠仁                                       | 全3巻                                        |
| ヴァンキッシュ・オーバーロード                                   | 柳実冬貴                                                | 白味噌                                         | 全4巻                                        |
| VAMP on the DEADLINE                                             | 伊上円                                                  | p19                                            | 全3巻                                        |
| ウサギツキ双魔鏡                                                 | 樋口司 構成：杉井光 原案：宇佐義大                      | 三輪士郎                                       | 単巻                                         |
| 「嘘」シリーズ                                                   | 清水マリコ                                              | toi8                                           | 全3巻                                        |
| 詠う少女の創楽譜（フルスコア）                                   | 雨野智晴                                                | たにはらなつき                                 | 全7巻                                        |
| 海鳥東月の『でたらめ』な事情                                     | 両生類かえる                                            | 甘城なつき                                     | 全4巻                                        |
| 海の上いつも晴れ 海原の緑宝石号出航                              | 坂東真紅郎 原作：高崎とおる                             | D.K                                            | 単巻                                         |
| 永劫回帰のリリィ・マテリア                                       | 三門鉄狼                                                | パセリ                                         | 全2巻                                        |
| 英雄その後のセカンドライフ                                       | 芝村裕吏                                                | しずまよしのり                                 | 既刊2巻                                      |
| エイルン・ラストコード 〜架空世界より戦場へ〜                    | 東龍乃助                                                | みことあけみ                                   | 全10巻                                       |
| エーテル//ギア                                                   | 小山タケル                                              | シロウ                                         | 全2巻                                        |
| EX-PHAZER                                                        | 神代創                                                  | FiFS                                           | 単巻                                         |
| 逃奏劇（）リアクターズ                                           | 塀流通留                                                | をん                                           | 全3巻                                        |
| X（）の魔王                                                      | 伊都工平                                                | 万国あゆや                                     | 全3巻                                        |
| えむえむっ!                                                      | 松野秋鳴                                                | QP:flapper                                     | 全12巻（内、8.5巻、9.5巻含む）               |
| エンジェル・フェスタ!                                            | 鏡遊                                                    | 川上哲也                                       | 全3巻                                        |
| ANGEL MAGISTER                                                   | カワイ克己                                              | 兎塚エイジ                                     | 単巻                                         |
| オウガにズームUP!                                                | 穂史賀雅也                                              | シコルスキー                                   | 全4巻                                        |
| 王国から来た少年                                                 | 神野オキナ                                              | まったくモー助                                 | 単巻                                         |
| オーバーイメージ                                                 | 遊佐真弘                                                | さんた茉莉                                     | 全4巻                                        |
| 教え子に脅迫されるのは犯罪ですか?                                | さがら総                                                | ももこ                                         | 全8巻                                        |
| 落ちてきた龍王（）と滅びゆく魔女の国                             | 舞阪洸                                                  | よう太                                         | 全12巻                                       |
| オトコを見せてよ倉田くん!                                        | 斉藤真也                                                | フミオ                                         | 全7巻                                        |
| 乙女革命アヤメの!                                                | 志茂文彦                                                | 緋賀ゆかり                                     | 全3巻                                        |
| お兄ちゃんだけど愛さえあれば関係ないよねっ                       | 鈴木大輔                                                | 閏月戈                                         | 全12巻                                       |
| お願いだから、あと五分!                                          | 境京亮                                                  | きみしま青                                     | 全3巻                                        |
| お前をお兄ちゃんにしてやろうか!?                                 | すぎやまリュウ                                          | kakao                                          | 全3巻                                        |
| 森羅万象（）を統べる者                                           | 水月紗鳥                                                | 有河サトル                                     | 全4巻                                        |
| 泳ぎません。                                                     | 比嘉智康                                                | はましま薫夫                                   | 全2巻                                        |
| 俺が彼女に迫られて、妹が怒ってる?                                | 野島けんじ                                              | 武藤此史                                       | 全5巻                                        |
| 俺が主人公じゃなかった頃の話をする                               | 二階堂紘嗣                                              | 館川まこ                                       | 全5巻                                        |
| おれと一乃のゲーム同好会活動日誌                                 | 葉村哲                                                  | ほんたにかなえ                                 | 全11巻                                       |
| 俺と魔物の異世界レストラン                                       | 落合祐輔                                                | Syroh                                          | 全2巻                                        |
| 俺の背徳メシをおねだりせずにいられない、お隣のトップアイドルさま | 及川輝新                                                | 緋月ひぐれ                                     | 既刊2巻                                      |
| 俺は彼女の犬になる!                                              | 淺沼広太                                                | 蜜桃まむ                                       | 全3巻                                        |
| 女騎士さん、ジャスコ行こうよ                                     | 伊藤ヒロ                                                | 霜月えいと                                     | 全4巻                                        |

### か行
| タイトル                                              | 著者                                                                                  | イラスト                                    | 巻数                    |
| ----------------------------------------------------- | ------------------------------------------------------------------------------------- | ------------------------------------------- | ----------------------- |
| ガールズ&パンツァー                                   | ひびき遊 原作：ガールズ&パンツァー製作委員会                                          | 島田フミカネ、京極しん                      | 全3巻                   |
| カオス・エッジ〜たそがれの道化師                      | 中里融司                                                                              | 藤城陽                                      | 単巻                    |
| 学園最強の異能ハッカー、異世界魔術をも支配する        | 真野真央                                                                              | ファルまろ                                  | 単巻                    |
| 学園とセカイと楽園（）                                | 七月隆文                                                                              | カワムラヒロキ、影日昇                      | 全3巻                   |
| 学生戦争                                              | 宮本武史 原案：千景                                                                   | 加藤勇樹                                    | 単巻                    |
| 学戦都市アスタリスク                                  | 三屋咲ゆう                                                                            | okiura                                      | 全17巻                  |
| 学戦都市アスタリスク クインヴェールの翼               | 三屋咲ゆう                                                                            | okiura                                      | 全3巻                   |
| かぐや魔王式（）!                                     | 月見草平                                                                              | 水沢深森                                    | 全10巻                  |
| 陰からマモル!                                         | 阿智太郎                                                                              | まだらさい                                  | 全12巻                  |
| 風に舞う鎧姫（）                                      | 小山タケル                                                                            | 片桐雛太                                    | 全4巻                   |
| 仮想領域のエリュシオン                                | 上智一麻                                                                              | nauribon                                    | 全3巻                   |
| カチコミブライド!                                     | 境京亮                                                                                | 稲山                                        | 単巻                    |
| ガドガード                                            | 宇本京平 原作：いづなよしつね、GONZO、錦織博                                          | いづなよしつね                              | 全4巻                   |
| 哀 〜KaNa〜                                           | 爲我井徹                                                                              | 広瀬総士                                    | 全2巻                   |
| かのこん                                              | 西野かつみ                                                                            | 狐印                                        | 既刊15巻                |
| 彼女が仲間になりたそうにこちらを見ている              | 内山靖二郎                                                                            | 吟                                          | 全3巻                   |
| 彼女と二人で「C」体験!                                | 石川ユウヤ                                                                            | Nardack                                     | 全2巻                   |
| 彼女に耳としっぽがついてる理由を説明できない。        | 三上康明                                                                              | 稲垣みいこ                                  | 全4巻                   |
| 彼女はミサイル                                        | 須堂項                                                                                | 濱元隆輔                                    | 全3巻                   |
| カフェとオレの先輩                                    | 樋口司                                                                                | 京極しん                                    | 全3巻                   |
| 神様家族 / 神様家族Z                                  | 桑島由一                                                                              | ヤスダスズヒト                              | 全8巻+1巻               |
| 神様のおきにいり                                      | 内山靖二郎                                                                            | 真田茸人                                    | 全4巻                   |
| 神なる姫のイノセンス                                  | 鏡遊                                                                                  | 鶴崎貴大                                    | 全5巻                   |
| 神は遊戯に飢えている。                                | 細音啓                                                                                | 智瀬といろ                                  | 既刊9巻                 |
| カルドセプト創伝 ストーム・ブリング・ワールド         | 冲方丁 監修：大宮ソフト                                                               | さめだ小判                                  | 全2巻                   |
| カルネアデス                                          | 綾里けいし 企画：rurudo                                                               | rurudo                                      | 既刊3巻                 |
| カレントテイル                                        | 弥生志郎                                                                              | 基井あゆむ                                  | 全3巻                   |
| 可愛ければ変態でも好きになってくれますか?             | 花間燈                                                                                | sune                                        | 全14巻                  |
| 巌窟王                                                | 神山修一 企画原案：前田真宏・GONZO 原作：アレクサンドル・デュマ「モンテ・クリスト伯」 | 松原秀典他                                  | 全3巻                   |
| 感応者SAKI ネットストーカーの罠                       | 織田兄第                                                                              | 竹浪秀行                                    | 単巻                    |
| キスから始まる戦機乙女（）                            | 月見草平                                                                              | ゆーげん                                    | 全3巻                   |
| 君が望む永遠                                          | 野島けんじ 原作・監修：Age/「君が望む永遠」製作委員会                                 | 菊地洋子他                                  | 全3巻                   |
| 偽悪の王                                              | 二階堂紘嗣                                                                            | vane                                        | 全3巻                   |
| 棄憶武装士（）                                        | 天埜冬景                                                                              | 森山しじみ                                  | 全2巻                   |
| 義妹生活                                              | 三河ごーすと                                                                          | Hiten                                       | 既刊14巻                |
| 君死にたもう流星群                                    | 松山剛                                                                                | 珈琲貴族                                    | 既刊5巻                 |
| キミはぼっちじゃない!                                 | 小岩井蓮二                                                                            | 鳴瀬ひろふみ                                | 全3巻                   |
| キミを救う最初の呪文                                  | 須堂項                                                                                | なごやこーちん                              | 全2巻                   |
| キャットテイル・アウトプット!                         | 神野オキナ                                                                            | 西E田                                       | 全4巻                   |
| ギャルゴ!!!!!                                         | 比嘉智康                                                                              | 河原恵                                      | 全6巻                   |
| きゅーきゅーキュート!                                 | 野島けんじ                                                                            | 武藤此史                                    | 全14巻 SS3巻            |
| 究極進化したフルダイブRPGが現実よりもクソゲーだったら | 土日月                                                                                | よう太                                      | 既刊4巻                 |
| 救世主の命題（）                                      | 今井楓人                                                                              | 奈月ここ                                    | 全3巻                   |
| 99番目の吸血姫 〜最後の吸血鬼〜                       | サイトウケンジ                                                                        | ザザ                                        | 単巻                    |
| 今日から俺はロリのヒモ!                               | 暁雪                                                                                  | へんりいだ                                  | 既刊6巻                 |
| 今日から僕は!                                         | 鈴木大輔                                                                              | 中田貴大                                    | 単巻                    |
| キラーチューンオーバーチュア                          | 触媒ファントムガール                                                                  | ヤスダスズヒト                              | 単巻                    |
| ギルド〈白き盾〉の夜明譚（）                          | 方波見咲                                                                              | 白井秀実                                    | 全3巻                   |
| 銀色の髪のアギト                                      | 宇本京平 原案：飯田馬之介                                                             | 緒方剛志                                    | 単巻                    |
| 銀弾の銃剣姫（）                                      | むらさきゆきや                                                                        | 鶴崎貴大                                    | 全4巻                   |
| 喰 -kuu-                                              | 内田俊                                                                                | まりお金田                                  | 全3巻                   |
| くじびきアンバランス                                  | 横手美智子とゆかいな仲間たち                                                          | 八雲剣豪他                                  | 全3巻                   |
| くじびき♡アンバランス                                 | 浜崎達也                                                                              | 小梅けいと・八雲剣豪                        | 全2巻                   |
| クズだけど異能バトルで覇権狙ってみた                  | 三門鉄狼                                                                              | ユメのオワリ                                | 単巻                    |
| クソゲー・オンライン (仮)                             | つちせ八十八                                                                          | にろ、東雲太郎                              | 既刊3巻                 |
| クダンの話をしましょうか                              | 内山靖二郎                                                                            | 朝未                                        | 全2巻                   |
| グッバイ宣言                                          | 三月みどり 原作・監修：Chinozo                                                        | アルセチカ                                  | 単巻                    |
| 朽ちた神への聖謡譚（）                                | 内田俊                                                                                | 硯                                          | 全4巻                   |
| くノ一見参！                                          | 佐竹彬                                                                                | 八重樫南                                    | 全3巻                   |
| KURAU Phantom Memory                                  | 富永浩史 原作：BONES                                                                  | 尾崎智美・toi8                              | 全2巻                   |
| 一年十組（クラス・エックス）の奮闘                    | 十文字青                                                                              | しらび                                      | 全3巻                   |
| Classroom☆Crisis                                      | 田口一 原作：MONTWO                                                                   | 倉島亜由美・rin                             | 全3巻                   |
| Classroom☆Crisis あなざーくらいしす                   | あさのハジメ 原作：MONTWO                                                             | ぎんぎん                                    | 全2巻                   |
| クラスに銃は似合わない。                              | 芝村裕吏                                                                              | さとうぽて                                  | 単巻                    |
| クラスの大嫌いな女子と結婚することになった。          | 天乃聖樹                                                                              | 成海七海 キャラクター原案・漫画：もすこんぶ | 既刊9巻                 |
| 暗闇にヤギを探して                                    | 穂史賀雅也                                                                            | シコルスキー                                | 全3巻                   |
| グリーングリーン                                      | ヤマグチノボル 原作・監修：Groover                                                    | くろたま商会                                | 単巻                    |
| グリーングリーン                                      | 桑島由一 原作・監修：Groover                                                          | くろたま商会                                | 全2巻                   |
| 魔術楽譜（グリモワール）の盾                          | 花間燈                                                                                | 生煮え                                      | 全2巻                   |
| くるくるリアル                                        | 羽田奈緒子                                                                            | x6suke                                      | 単巻                    |
| クレイとフィンシリーズ                                | 友野詳                                                                                | スオウ                                      | 全2巻                   |
| クロス・コネクト                                      | 久追遥希                                                                              | konomi                                      | 全4巻                   |
| 黒のストライカ                                        | 十文字青                                                                              | 硯                                          | 全5巻                   |
| 黒姫のユズハ                                          | 田口一                                                                                | をん                                        | 全3巻                   |
| げーまに。                                            | あきさかあさひ                                                                        | まはん                                      | 全2巻                   |
| 穢れ聖者のエク・セ・レスタ                            | 新見聖                                                                                | minoa                                       | 全3巻                   |
| 結局、ニンジャとドラゴンはどっちが強いの?             | 伊達康                                                                                | そりむらようじ                              | 全4巻                   |
| 月天楼の封神電戯（）                                  | 為三                                                                                  | PikoMint                                    | 単巻                    |
| 血風の英雄伝承（）                                    | 鏡遊                                                                                  | みけおう                                    | 全2巻                   |
| 剣神の継承者（）                                      | 鏡遊                                                                                  | みけおう                                    | 全12巻                  |
| 原点回帰ウォーカーズ                                  | 森田季節                                                                              | 深崎暮人                                    | 全2巻                   |
| けんぷファー                                          | 築地俊彦                                                                              | せんむ                                      | 全12巻+3巻              |
| 小悪魔ティーリと救世主!?                              | 衣笠彰梧                                                                              | トモセシュンサク                            | 全6巻                   |
| 恋をしてはいけないゲーム、振られてもきみに恋をする    | 七烏未奏                                                                              | 三上ミカ                                    | 全2巻                   |
| 光機動飛翔兵器 武装妖精フェアリア                     | 斉藤真也                                                                              | ふつか                                      | 全3巻                   |
| ゴーレム×ガールズ                                     | 大凹友数                                                                              | KEI                                         | 全2巻                   |
| ごくペン!                                             | 三原みつき                                                                            | 相音うしお                                  | 全3巻                   |
| コトノハ遣いは囁かない                                | 木村航                                                                                | CH@R                                        | 全2巻                   |
| この中に1人、妹がいる!                                | 田口一                                                                                | CUTEG                                       | 全11巻（内、5.5巻含む） |
| この広い世界にふたりぼっち                            | 葉村哲                                                                                | 七草                                        | 全3巻                   |
| この部室は帰宅しない部が占拠しました。                | おかざき登                                                                            | ぺこ                                        | 全8巻                   |
| ゴミ箱から失礼いたします                              | 岩波零                                                                                | 異識                                        | 全4巻                   |
| 殺したガールと他殺志願者                              | 森林梢                                                                                | はくり                                      | 既刊2巻                 |
| 殺したがりの天使ちゃんは黒木君の夢を見る。            | からて                                                                                | わんにゃんぷー                              | 単巻                    |

### さ行
| タイトル                                                                      | 著者                                                             | イラスト | 巻数                    |
| ----------------------------------------------------------------------------- | ---------------------------------------------------------------- | --- | ----------------------- |
| 最終エージェント☆チカル                                                       | 大迫純一                                                         | 玲衣 | 単巻                    |
| 桜木メルトの恋禁術（）                                                        | 森田季節                                                         | nino | 単巻                    |
| 桜乃きらほシリーズ                                                            | 月見草平                                                         | 裕龍ながれ | 全3巻                   |
| さくらら                                                                      | 伊都工平                                                         | ミヤスリサ | 単巻                    |
| 佐々木とピーちゃん                                                            | ぶんころり                                                       | カントク | 既刊11巻                |
| ザ・ソウルテイカー                                                            | 和智正喜                                                         | 渡辺明夫他 | 全2巻                   |
| さて、異世界（）を攻略しようか。                                              | おかざき登                                                       | ぺこ | 全7巻                   |
| ざるそば（かわいい）                                                          | つちせ八十八                                                     | 憂姫はぐれ | 単巻                    |
| 斬光のバーンエルラ                                                            | 穂村元                                                           | 千葉サドル | 全4巻                   |
| 三千世界の魔王サマ                                                            | 青弘幸                                                           | 希望つばめ | 全3巻                   |
| 椎名町先輩の安全日                                                            | サイトウケンジ                                                   | CARNELIAN | 全4巻                   |
| 自称Fランクのお兄さまがゲームで評価される学園の頂点に君臨するそうですよ?      | 三河ごーすと                                                     | ねこめたる | 全13巻（内、6.5巻含む） |
| 七人の魔剣姫とゼロの騎士団                                                    | 川田両悟                                                         | GreeN | 既刊2巻                 |
| 七人の魔女と灰被りの空の御剣者（）                                            | 真野真央                                                         | せんむ | 単巻                    |
| 執事なシツジと魔法契約（）                                                    | 三門鉄狼                                                         | 鷹乃ゆき | 全3巻                   |
| 失敗禁止! 彼女のヒミツはもらさない!                                           | 真崎まさむね                                                     | さより | 全2巻                   |
| 死神ナッツと絶交デイズ                                                        | 早矢塚かつや                                                     | 夕仁 | 単巻                    |
| 死亡遊戯で飯を食う。                                                          | 鵜飼有志                                                         | ねこめたる | 既刊8巻                 |
| シャーロック＋アカデミー                                                      | 紙城境介                                                         | しらび | 既刊4巻                 |
| 社会的には死んでも君を!                                                       | 壱日千次                                                         | 明星かがよ | 全3巻                   |
| 純白と黄金                                                                    | 夏目純白                                                         | ももこ キャラクター原案：らたん                                                                                             | 既刊2巻                 |
| ジャンクフォース                                                              | 柿沼秀樹                                                         | 駒都えーじ | 全5巻                   |
| ジャンクフォース フロム・マーズ                                               | 柿沼秀樹                                                         | 八宝備仁 | 全2巻                   |
| 終焉ノ栞                                                                      | スズム 主犯：150P                                                | さいね、こみね | 全4巻                   |
| 終焉ノ花嫁                                                                    | 綾里けいし                                                       | 村カルキ | 全3巻                   |
| 銃姫                                                                          | 高殿円                                                           | エナミカツミ | 全11巻                  |
| 14歳とイラストレーター                                                        | むらさきゆきや 溝口ケージ（企画）                                | 溝口ケージ | 既刊8巻                 |
| シュラキZERO きみが私の騎士だから!                                            | 夏寿司 原作：レッド・エンタテインメント、Good Smile Company      | 木場智士 | 単巻                    |
| しゅらばら!                                                                   | 岸杯也                                                           | プリンプリン | 全11巻                  |
| 焦焔の街の英雄少女                                                            | 八薙玉造                                                         | 中島艶爾 | 全3巻                   |
| 小説 僕の心のヤバイやつ                                                       | 望公太 原作：桜井のりお                                          | 桜井のりお sune（口絵・本文イラスト）                                                                                       | 単巻                    |
| 上等。シリーズ                                                                | 三浦勇雄                                                         | 屡那 | 全8巻                   |
| シロノノロイ                                                                  | namahage2                                                        | △○□× | 単巻                    |
| 人外教室の人間嫌い教師 ヒトマ先生、私たちに人間を教えてくれますか……?          | 来栖夏芽                                                         | 泉彩 | 既刊4巻                 |
| 神魂合体ゴーダンナー!!                                                        | 宇本京平 原作：長岡康史、AIC、Project Godannar                   | 木村貴宏他 | 全4巻                   |
| 神聖魔法は漆黒の漆原さん                                                      | 森田季節                                                         | Mitha | 全2巻                   |
| 神童勇者とメイドおねえさん                                                    | 望公太                                                           | ぴょん吉 | 既刊4巻                 |
| 神明解ろーどぐらす                                                            | 比嘉智康                                                         | すばち | 全5巻                   |
| 神暦のアポクリファ                                                            | 青山あまら                                                       | Nidy-2D- | 全3巻                   |
| すいーとブラッド                                                              | 三原みつき                                                       | REI | 全2巻                   |
| スコップ無双 「スコップ波動砲！」( ｀・ω・´)♂〓〓〓〓★(゜Д ゜ ;;;).:∴ドゴォォ | つちせ八十八                                                     | 憂姫はぐれ | 既刊4巻                 |
| ステラ・ステップ                                                              | 林星悟                                                           | 餡こたく | 既刊2巻                 |
| ストライプ・ザ・パンツァー                                                    | 為三                                                             | キムラダイスケ | 全2巻                   |
| ストラトス・フォー                                                            | もりたけし 原作：スタジオ・ファンタジア                          | 山内則康・くろたま商会 | 全4巻                   |
| ストレンジガールは甘い手のひらの上で踊る                                      | 森田季節                                                         | 文倉十 | 単巻                    |
| スピリチュアル 働かざるモノ喰うべからず                                       | 平谷美樹                                                         | カシマミ | 単巻                    |
| スリーピング・ストレーガ                                                      | 真野真央                                                         | 風瑛なづき | 全3巻                   |
| 世紀末オカルト学院                                                            | 綾奈ゆにこ他 監修：水上清資 原作：A-1 Pictures                   | A-1 Pictures、森見明日 | 単巻                    |
| 聖剣学院の魔剣使い                                                            | 志瑞祐                                                           | 遠坂あさぎ | 全16巻                  |
| 聖剣の刀鍛冶（）                                                              | 三浦勇雄                                                         | 屡那 | 全16巻                  |
| 星刻の竜騎士（）                                                              | 瑞智士記                                                         | 〆鯖コハダ | 全20巻                  |
| 聖黒の龍と火薬の儀式（）                                                      | 北元あきの                                                       | しらび | 全2巻                   |
| 聖語の皇弟と魔剣の騎士姫 〜蒼雪のクロニクル〜                                 | 春楡遥                                                           | Hiten | 既刊2巻                 |
| 正捕手の篠原さん                                                              | 千羽カモメ                                                       | 八重樫南 | 全3巻                   |
| 精霊使いの剣舞（）                                                            | 志瑞祐                                                           | 桜はんぺん（第1巻 - 第13巻） 仁村有志（第14巻 - 第16巻、精霊舞踏祭） 〆鯖コハダ（第17巻 - 第20巻） ねづみどし（精霊舞踏祭） | 全20巻 短編集1巻        |
| 世界が終わる場所へ君をつれていく                                              | 葛西伸哉                                                         | 尾谷おさむ | 単巻                    |
| 世界最大のこびと                                                              | 羽田奈緒子                                                       | 戸部淑 | 全2巻                   |
| 世界寿命と最初の七日間 -雨宿り街短編集-                                       | スズム                                                           | イラスト・キャラクターデザイン：くろのくろ キャラクターデザイン：さいね、ときち                                             | 単巻                    |
| 世界の終わりの世界録（）                                                      | 細音啓                                                           | ふゆの春秋 | 全10巻                  |
| 絶深海のソラリス                                                              | らきるち                                                         | あさぎり | 全2巻                   |
| 絶対調和☆御裏崎（）ちゃんっ!                                                  | リタ・ジェイ                                                     | 遠坂あさぎ | 全2巻                   |
| ゼロの使い魔                                                                  | ヤマグチノボル（21巻以降はプロットのみで、本文は別人による代筆） | 兎塚エイジ | 全22巻                  |
| ゼロの使い魔外伝 タバサの冒険                                                 | ヤマグチノボル（21巻以降はプロットのみで、本文は別人による代筆） | 兎塚エイジ | 全3巻                   |
| 烈風（）の騎士姫                                                              | ヤマグチノボル（21巻以降はプロットのみで、本文は別人による代筆） | 兎塚エイジ | 全2巻                   |
| ゼロヨンイチロク / ゼロヨンイチナナ                                           | 清水マリコ                                                       | toi8 | 全2巻                   |
| 戦極ヤヲヨロズ                                                                | 内田俊                                                           | 天凪青磁 | 全3巻                   |
| せんせい、まちがってます。                                                    | 岸杯也                                                           | プリンプリン | 全3巻                   |
| せんせーのおよめさんになりたいおんなのこはみーんな16さいだよっ?               | さくらいたろう                                                   | もきゅ | 既刊2巻                 |
| センドー・ウォー 世界を撃ち砕く者                                             | 大林憲司                                                         | 和六里ハル | 単巻                    |
| 全力回避フラグちゃん!                                                         | 壱日千次 原作：Plott、biki                                       | さとうぽて | 全7巻                   |
| 創炎のヒストリア                                                              | 十本スイ                                                         | ぜろきち | 全2巻                   |
| 蒼穹の女神                                                                    | すずきあきら                                                     | がんぽん | 全2巻                   |
| 蒼柩のラピスラズリ                                                            | あさのハジメ                                                     | 菊池政治 | 全7巻                   |
| 蒼月のイリス                                                                  | 星家なこ                                                         | 平つくね | 全3巻                   |
| そして不滅の神域封剣（）                                                      | 真崎まさむね                                                     | ぴょん吉 | 全5巻                   |
| 空と月の王                                                                    | 霜島ケイ                                                         | ギンカ | 全2巻                   |
| ソラにウサギがのぼるころ                                                      | 平坂読                                                           | 湊ヒロム | 全4巻                   |
| そんな遊びはいけません!                                                       | 岩波零                                                           | 皆村春樹 | 全4巻                   |
| そんな世界は壊してしまえ -クオリディア・コード-                               | さがら総                                                         | カントク | 全2巻                   |

### た行
| タイトル                                                                                | 著者                                                           | イラスト                                           | 巻数     |
| --------------------------------------------------------------------------------------- | -------------------------------------------------------------- | -------------------------------------------------- | -------- |
| 大国チートなら異世界征服も楽勝ですよ?                                                   | 櫂末高彰                                                       | 三上ミカ                                           | 全7巻    |
| ダイス・マカブル                                                                        | 草木野鎖                                                       | ふしみ彩香                                         | 全2巻    |
| ダイバージェンス・イヴ                                                                  | 野崎透 原作：つくも匠,、RADIX企画室                            | 山下敏成他                                         | 全3巻    |
| ただし、彼はヤンデレにさえモテません                                                    | 伊藤ヒロ                                                       | ゆき恵                                             | 全2巻    |
| ダブルアクセス                                                                          | 樋口司                                                         | のりたま                                           | 全3巻    |
| たまらん メチャクチャな青春ラブコメに巻き込まれたけど、生まれてきてよかった。           | 比嘉智康                                                       | 本庄マサト                                         | 単巻     |
| ダメ魔騎士の英雄煌路（）                                                                | 藤木わしろ                                                     | 山本ケイジ                                         | 全2巻    |
| 男子禁制ゲーム世界で俺がやるべき唯一のこと 百合の間に挟まる男として転生してしまいました | 端桜了                                                         | hai                                                | 既刊8巻  |
| 探偵はもう、死んでいる。                                                                | 二語十                                                         | うみぼうず                                         | 既刊13巻 |
| 夏凪渚はまだ、女子高生でいたい。 探偵はもう、死んでいる。Ordinary Case                  | 月見秋水 原作・監修：二語十                                    | はねこと キャラクター原案：うみぼうず              | 既刊2巻  |
| シャーロットはただ、事件を解きたい。 探偵はもう、死んでいる。 Code:RED                  | ひなちほこ 原作・監修：二語十                                  | 千種みのり キャラクター原案：うみぼうず            | 既刊1巻  |
| 斎川唯はでも、アイドルでいる。 探偵はもう、死んでいる。Lovely Stage                     | 森林梢 原作・監修：二語十                                      | あるみっく キャラクター原案：うみぼうず            | 既刊1巻  |
| チアーズ!                                                                               | 赤松中学                                                       | こぶいち                                           | 全6巻    |
| チートな僕のアホの娘育成論                                                              | 小山タケル                                                     | れい亜                                             | 全2巻    |
| ちがたり。                                                                              | 刈野ミカタ                                                     | Yuyi                                               | 全3巻    |
| ちゅーぱらだいす                                                                        | 相原あきら                                                     | みこ                                               | 単巻     |
| 超次元ゲイム ネプテューヌ                                                               | 八木れんたろー 原作：アイディアファクトリー、 コンパイルハート | コンパイルハート、ひづき夜宵                       | 全2巻    |
| 超重神グラヴィオン                                                                      | 志茂文彦 原作：大張正己・赤松和光・GONZO                       | 大張正己・うのまこと・愛媛みかん・みうらたけひろ他 | 全2巻    |
| 超重神グラヴィオン ツヴァイ                                                             | 志茂文彦 原作：大張正己・赤松和光・GONZO                       | 大張正己・うのまこと・愛媛みかん・みうらたけひろ他 | 全2巻    |
| ちょこッとSister -Four Seasons-                                                         | 雑破業                                                         | 北野幸広、南方純                                   | 単巻     |
| チヨダク王国ジャッジメント 姉と俺とで異世界最高裁判所                                   | 紅玉ふくろう                                                   | jonsun                                             | 既刊2巻  |
| 地を駆ける虹                                                                            | 七位連一                                                       | 光崎瑠衣                                           | 全3巻    |
| ツイてない!                                                                             | 三門鉄狼                                                       | みけおう                                           | 全3巻    |
| つきツキ!                                                                               | 後藤祐迅                                                       | 梱枝りこ                                           | 既刊12巻 |
| ツノありっ!                                                                             | 阿智太郎                                                       | 鳴海ゆう                                           | 全4巻    |
| つばさ                                                                                  | 麻生俊平                                                       | 藤田香                                             | 全3巻    |
| 剣の女王と烙印の仔                                                                      | 杉井光                                                         | 夕仁                                               | 全8巻    |
| Tとパンツとイイ話                                                                       | 本村大志                                                       | 前田理想                                           | 全3巻    |
| ディーは人型魔装具です。                                                                | 淺沼広太                                                       | ひなた睦月                                         | 全4巻    |
| D-breaker                                                                               | 二階堂紘嗣                                                     | フルーツパンチ                                     | 全3巻    |
| ディバースワールズ・クライシス                                                          | 九條斥                                                         | えむけー                                           | 全2巻    |
| Digital Eden Attracts Humanity                                                          | 櫂末高彰                                                       | ミユキルリア                                       | 全2巻    |
| てのひら開拓村で異世界建国記〜増えてく嫁たちとのんびり無人島ライフ〜                    | 星崎崑                                                         | あるや                                             | 全7巻    |
| DAEMON X MACHINA（） 機械仕掛けの簒奪者                                                 | 東龍乃助 原作：マーベラス                                      | 高野真之                                           | 単巻     |
| 聖剣と邪刀の叛逆者（）                                                                  | 岩波零                                                         | 白井鋭利                                           | 全2巻    |
| 転生ごときで逃げられるとでも、兄さん?                                                   | 紙城境介                                                       | 木鈴カケル                                         | 既刊3巻  |
| 転生魔王の異世界スローライフ おいでよ魔王村!                                            | なめこ印                                                       | 屡那                                               | 全2巻    |
| 天罰エンジェルラビィ☆                                                                   | 山田光洋 原作：工画堂スタジオ                                  | 成瀬ちさと、鈴木典孝                               | 単巻     |
| 天牢都市〈セフィロト〉                                                                  | 秋月煌介                                                       | ぴょん吉                                           | 全2巻    |
| 東京聖塔（）                                                                            | 雨野智晴                                                       | 富岡二郎                                           | 全3巻    |
| ドSな後輩に“お願い”されて異能学園で覇権を狙う話                                         | 七烏未奏                                                       | 九郎                                               | 単巻     |
| 独立学園国家の召喚術科生（）                                                            | 鏡銀鉢                                                         | パルプピロシ                                       | 全3巻    |
| 図書館迷宮と断章の姫君                                                                  | おかざき登                                                     | ちゅ                                               | 全3巻    |
| 突然ですが、お兄ちゃんと結婚しますっ!                                                   | 塀流通留                                                       | ねぶそく                                           | 既刊3巻  |
| 友達からお願いします。                                                                  | 清水マリコ                                                     | 熊虎たつみ                                         | 単巻     |
| ドラゴンブラッド                                                                        | 伊上円                                                         | 一葉モカ                                           | 全3巻    |
| ドリーミー・ドリーマー                                                                  | 弥生志郎                                                       | 基井あゆむ                                         | 単巻     |
| 鳥は鳥であるために                                                                      | 野島けんじ                                                     | 沖史慈宴                                           | 全4巻    |

### な行
| タイトル                                                                | 著者                                | イラスト              | 巻数             |
| ----------------------------------------------------------------------- | ----------------------------------- | --------------------- | ---------------- |
| ナースウィッチ小麦ちゃんマジカルて                                      | 榊一郎・武乃忍                      | 渡辺明夫 他           | 全2巻            |
| ナースウィッチ小麦ちゃんマジカルて                                      | アクティブコア編集部                | 渡辺明夫 他           | 単巻             |
| ナインの契約書                                                          | 二階堂紘嗣                          | 山本ケイジ            | 全3巻            |
| 渚フォルテッシモ                                                        | 城崎火也                            | 桐野霞                | 全5巻            |
| 何故か学校一の美少女が休み時間の度に、ぼっちの俺に話しかけてくるんだが? | 出井愛                              | 西沢5㍉               | 既刊5巻          |
| なぜ僕の世界を誰も覚えていないのか?                                     | 細音啓                              | neco                  | 全9巻            |
| 七本腕のジェシカ                                                        | 木村航                              | 芳住和之              | 全2巻            |
| 七夜物語 DT異聞                                                         | 和智正喜                            | 甚六                  | 単巻             |
| ナルキッソス                                                            | 片岡とも                            | ごとP、いくたたかのん | 単巻             |
| 西野 〜学内カースト最下位にして異能世界最強の少年〜                     | ぶんころり                          | またのんき            | 全14巻           |
| 人間の分際で悩むな 超能力者に放課後を捧ぐ                               | タカハシヨウ                        | 竜宮ツカサ            | 単巻             |
| ネクラ少女は黒魔法で恋をする                                            | 熊谷雅人                            | えれっと              | 全5巻            |
| ねくろま。                                                              | 平坂読                              | じろう                | 全6巻+1巻        |
| 猫耳天使と恋するリンゴ                                                  | 花間燈                              | 榎本ひな              | 全2巻            |
| ネペンテス                                                              | 清水マリコ                          | toi8                  | 単巻             |
| ノエイン もうひとりの君へ                                               | 浅川美也 原作：赤根和樹、サテライト | 松本文男              | 単巻             |
| ノーゲーム・ノーライフ                                                  | 榎宮祐                              | 榎宮祐                | 既刊12巻 外伝1巻 |
| ノーブルリージュ!                                                       | TAMAMI                              | 丘野塔也、兎塚エイジ  | 全2巻            |
| のだ                                                                    | 真野真央 原作：大漠波新             | Oda Kogane            | 単巻             |

### は行
| タイトル                                | 著者                                                         | イラスト                     | 巻数                             |
| --------------------------------------- | ------------------------------------------------------------ | ---------------------------- | -------------------------------- |
| パートタイム・プリンセス                | 神代創                                                       | 山田秋太郎                   | 全3巻                            |
| HURTLESS/HURTFUL ハートレス/ハートフル  | 清水マリコ                                                   | 田倉トヲル                   | 単巻                             |
| ハイスクール・フリート いんたーばるっ   | 姫ノ木あく 原作：AIS                                         | 桝石きのと                   | 全2巻                            |
| ハイスクール・フリート あらいばるっ     | 姫ノ木あく 原作：AIS                                         | 桝石きのと                   | 単巻                             |
| ハイブリッド学園                        | 織田兄第                                                     | 煉瓦（1巻） 鈴見敦（2・3巻） | 全3巻                            |
| 白銀の救世機（）                        | 天埜冬景                                                     | 黒銀                         | 全3巻                            |
| 白銀（）の城姫（）                      | 志瑞祐                                                       | 上田夢人                     | 全3巻                            |
| 化魂ムジナリズム                        | 頂生崇深                                                     | maruco                       | 全2巻                            |
| 破剣クロニクル                          | すぎやまリュウ                                               | ☆画野朗                      | 全2巻                            |
| 疾走れ、撃て!                           | 神野オキナ                                                   | refeia                       | 全12巻                           |
| 初体験にオススメな彼女                  | あさのハジメ                                                 | 高苗京鈴                     | 全6巻                            |
| パラケルススの娘                        | 五代ゆう                                                     | 岸田メル                     | 全10巻                           |
| バロックナイト                          | 葉村哲                                                       | ほんたにかなえ               | 全4巻                            |
| ハンドシェイカー                        | 八薙玉造 原案：GoHands 原作：GoHands×Frontier Works×KADOKAWA | 内田孝行（GoHands）          | 全2巻                            |
| ぱんどら                                | 西野かつみ                                                   | 蔓木鋼音                     | 全2巻                            |
| 101番目（）の百物語                     | サイトウケンジ                                               | 涼香                         | 全8巻                            |
| 犯人は夜須礼（）ありす                  | 伊都工平                                                     | ろんど                       | 単巻                             |
| ひきこもりパンデモニウム                | 壱日千次                                                     | うすめ四郎                   | 全2巻                            |
| ビター・マイ・スウィート                | 森田季節                                                     | 文倉十                       | 全2巻                            |
| 緋弾のアリア                            | 赤松中学                                                     | こぶいち                     | 既刊43巻 番外編1巻               |
| 緋弾のアリアAA                          | 赤松中学、チームアミカ                                       | こぶいち                     | 既刊4巻                          |
| ヒトカケラ                              | 星家なこ                                                     | 藤原々々                     | 単巻                             |
| ひとりで生きるもん!                     | 暁雪                                                         | へるるん                     | 全2巻                            |
| ぴにおん!                               | 樋口司                                                       | タカハル                     | 全4巻                            |
| PiPit!! 〜ぴぴっと!!〜                  | 和智正喜                                                     | シバユウスケ                 | 全2巻                            |
| ヒメカミ                                | 星家なこ                                                     | やすゆき                     | 全3巻                            |
| ヒメこえ                                | 太田顕喜                                                     | 雛咲                         | 単巻                             |
| 姫宮さんの中の人                        | 月見草平                                                     | Ein                          | 全5巻                            |
| ぴよぴよキングダム                      | 木村航                                                       | 竹岡美穂                     | 全3巻                            |
| ファイナルシーカー レスキューウィングス | 小川一水                                                     | 山本七式                     | 単巻                             |
| ぷいぷい! / ぷりぷり!!                  | 夏緑                                                         | なもり                       | 全11巻+全3巻                     |
| 風水学園                                | 夏緑                                                         | 凪良                         | 全8巻+2巻                        |
| 風水少女                                | 夏緑                                                         | 南方純                       | 全3巻                            |
| ふぉっくすている?                       | 冬木冬樹                                                     | 犬洞あん                     | 全6巻                            |
| 不思議使い                              | 葛西伸哉                                                     | URA                          | 全2巻                            |
| 藤元杏はご機嫌ななめ                    | 吉野茉莉                                                     | いたち                       | 全2巻                            |
| プシュケープリンセス                    | 刈野ミカタ                                                   | 萩原音泉                     | 全3巻                            |
| 再び始まる反救世譚（）                  | 上智一麻                                                     | nauribon                     | 全2巻                            |
| 豚は飛んでもただの豚?                   | 涼木行                                                       | 白身魚                       | 全3巻                            |
| 不堕落なルイシュ                        | 森田季節                                                     | 伊東ライフ                   | 全2巻                            |
| 二人で始める世界征服                    | おかざき登                                                   | 高階@聖人                    | 全5巻                            |
| プリンセスメーカー4                     | すずきあきら 原作：ジェネックス、ガイナックス                | 天広直人・小島正士           | 単巻                             |
| フレースヴェルグ・イクシード            | 七烏未奏                                                     | むつみまさと                 | 全5巻                            |
| フレンズ×ナイフ                         | 星家なこ                                                     | 後藤なお                     | 全2巻                            |
| プロジェクト・ミネルヴァ                | 守靖ヒロヤ                                                   | イトカツ                     | 単巻                             |
| ベネズエラ・ビター・マイ・スウィート    | 森田季節                                                     | 文倉十                       | 単巻                             |
| ベノム                                  | 城崎 原作・監修：かいりきベア                                | のう                         | 既刊5巻                          |
| 変態王子と笑わない猫。                  | さがら総                                                     | カントク                     | 全13巻                           |
| ポイントつくなら恋してもいいですか？    | 砂義出雲                                                     | みつどうえ                   | 単巻                             |
| 鳳凰堂みりあは働かない！                | 石川ユウヤ                                                   | シロガネヒナ                 | 全3巻                            |
| 放課後のゲームフレンド、君のいた季節    | むらさきゆきや                                               | 白身魚                       | 単巻                             |
| 放課後ログイン                          | 神代創                                                       | みかきみかこ                 | 全3巻                            |
| 忘却（）の軍神（）と装甲戦姫（）        | 鏡銀鉢                                                       | karamiso/lnw、chocomori      | 全4巻                            |
| ホーリーメイデン 碧の瞳の少女           | 橋本純                                                       | Chiyoko                      | 単巻                             |
| ホーンテッド!                           | 平坂読                                                       | 片瀬優                       | 全4巻                            |
| ぼくたちのリメイク                      | 木緒なち                                                     | えれっと                     | 全12巻                           |
| ぼくたちのリメイク Ver.β                | 木緒なち                                                     | えれっと                     | 全3巻                            |
| 僕と彼女がいちゃいちゃいちゃいちゃ      | 風見周                                                       | 高品有桂                     | 全3巻                            |
| 僕とドSと腐女子と脳筋                   | 新見聖                                                       | Syroh                        | 全2巻                            |
| 僕のカノジョ先生                        | 鏡遊                                                         | おりょう                     | 全9巻                            |
| 僕は友達が少ない                        | 平坂読                                                       | ブリキ                       | 全11巻 番外編1巻 アンソロジー2巻 |
| ほしのこえ                              | 大場惑 原作：新海誠                                          | 新海誠・柳沼行               | 単巻                             |
| 星降る夜になったら                      | あまさきみりと                                               | Nagu                         | 単巻                             |
| 星を追う子ども                          | あきさかあさひ 原作：新海誠                                  | 西村貴世他                   | 単巻                             |
| 焔（）のシグナティス                    | スズキヒサシ                                                 | Nino                         | 全2巻                            |

### ま行
| タイトル                                                      | 著者                    | イラスト                                     | 巻数                                               |
| ------------------------------------------------------------- | ----------------------- | -------------------------------------------- | -------------------------------------------------- |
| 魔界ヨメ!                                                     | 阿智太郎                | x6suke                                       | 全5巻                                              |
| 魔学の覇王と科法の銃姫                                        | きなこもちづき          | Nardack                                      | 全2巻                                              |
| マカロン大好きな女の子がどうにかこうにか千年生き続けるお話。  | からて                  | わんにゃんぷー                               | 単巻                                               |
| 魔技科の剣士と召喚魔王（）                                    | 三原みつき              | CHuN                                         | 全14巻                                             |
| 魔剣の軍師と虹の兵団（）                                      | 壱日千次                | おりょう                                     | 全4巻                                              |
| 魔女殺しの英雄と裏切りの勇者                                  | 永野水貴                | 沙月                                         | 単巻                                               |
| 魔女の生徒会長                                                | 日日日                  | 鈴見敦                                       | 全5巻                                              |
| 魔女ルミカの赤い糸                                            | 田口一                  | カズオキ                                     | 全4巻                                              |
| 機巧少女（）は傷つかない                                      | 海冬レイジ              | るろお                                       | 全17巻                                             |
| また殺されてしまったのですね、探偵様                          | てにをは                | りいちゅ                                     | 既刊4巻                                            |
| 魔弾の王と戦姫（）                                            | 川口士                  | よし☆ヲ（第1巻 - 第8巻） 片桐雛太（9巻以降） | 全18巻                                             |
| 魔法少女☆仮免許                                               | 冬木冬樹                | H2SO4                                        | 全3巻                                              |
| 魔法戦争                                                      | スズキヒサシ            | 瑠奈璃亜                                     | 全12巻                                             |
| 魔力ゼロの俺には、魔法剣姫最強の学園を支配できない……と思った? | 刈野ミカタ              | あゆま紗由                                   | 全5巻                                              |
| まよチキ!                                                     | あさのハジメ            | 菊池政治                                     | 全12巻                                             |
| まりあ†ほりっくアンソロジー                                   | 日日日他 原作：遠藤海成 | 山村洋貴他                                   | 単巻                                               |
| 丸鍋ねこ                                                      | 七位連一                | ぱこ                                         | 全3巻                                              |
| ミカグラ学園組曲                                              | Last Note.              | 明菜                                         | 全8巻                                              |
| ミカヅチ                                                      | 榊一郎                  | 中村龍徳                                     | 全5巻                                              |
| ミサキの一発逆転!                                             | 石川ユウヤ              | CARNELIAN                                    | 全3巻                                              |
| 水のマージナル                                                | 片岡とも                | 犬洞あん                                     | 全3巻                                              |
| 三流木萌花は名担当!                                           | 田口一                  | をん                                         | 全3巻                                              |
| 南青山少女ブックセンター                                      | 桑島由一                | 湖湘七巳                                     | 全2巻                                              |
| みにくいあひるの恋                                            | 日日日                  | みことあけみ                                 | 全4巻                                              |
| 宮本サクラが可愛いだけの小説。                                | 鈴木大輔                | rurudo                                       | 既刊4巻                                            |
| 魅了スキルでいきなり世界最強                                  | 北山結莉                | にの子                                       | 既刊3巻                                            |
| 無気力勇者と知りたがり魔王                                    | 冬木冬樹                | 水月悠                                       | 全3巻                                              |
| 蟲（）と眼球（）シリーズ                                      | 日日日                  | 三月まうす                                   | 全6巻                                              |
| 芽亜さん、こっち向いてよ                                      | 保住圭                  | 神岡ちろる                                   | 単巻                                               |
| メイジオブリージュ                                            | 内山靖二郎 監修：水野良 | 硯                                           | 単巻                                               |
| 迷探偵の条件                                                  | 日向夏                  | magako                                       | 単巻                                               |
| 盟約のリヴァイアサン                                          | 丈月城                  | 仁村有志                                     | 全8巻                                              |
| モーテ                                                        | 縹けいか                | カズキヨネ                                   | 全3巻                                              |
| もて?モテ!                                                    | 長野聖樹                | 京極しん                                     | 全8巻                                              |
| モノケロスの魔杖は穿つ                                        | 伊都工平                | 巳島                                         | 全4巻                                              |
| モノノケミステリヰ                                            | てにをは                | ロウ                                         | 全2巻                                              |
| もふもふっ 珠枝さま!                                          | 内山靖二郎              | 真田茸人                                     | 全3巻                                              |
| MONSTER DAYS（モンスターデイズ）                              | 扇友太                  | 天野英                                       | 1巻（既刊をタイトルを変更しNOVEL 0にて刊行。続刊） |

### や行
| タイトル                                     | 著者                    | イラスト         | 巻数                                             |
| -------------------------------------------- | ----------------------- | ---------------- | ------------------------------------------------ |
| やがて僕は大軍師と呼ばれるらしい             | 芝村裕吏                | 片桐雛太         | 既刊3巻                                          |
| やってきたよ、ドルイドさん!                  | 志瑞祐                  | 絶叫             | 全3巻                                            |
| 悠久展望台のカイ                             | 早矢塚かつや            | ヤス             | 単巻                                             |
| 勇者王ガオガイガーFINAL                      | 竹田裕一郎 原作：矢立肇 | 木村貴宏 他      | 全2巻                                            |
| 円盤皇女（ゆーふぉーぷりんせす）ワるきゅーレ | 雑賀匡 原作：介錯       | 藤井まき他       | 全4巻                                            |
| ようこそ実力至上主義の教室へ                 | 衣笠彰梧                | トモセシュンサク | 全14巻（内、4.5巻、7.5巻、11.5巻含む〈短編集〉） |
| ようこそ実力至上主義の教室へ 2年生編         | 衣笠彰梧                | トモセシュンサク | 全15巻（内、4.5巻、9.5巻、12.5巻含む〈短編集〉） |
| ようこそ実力至上主義の教室へ 3年生編         | 衣笠彰梧                | トモセシュンサク | 既刊2巻                                          |
| 葉緑宇宙艦テラリウム                         | 夏緑                    | OKAMA            | 全3巻                                            |
| Y（ヨグ）の紋章師                            | 越智文比古              | カグユヅ         | 全3巻                                            |
| 四人の魔女とエメラルドのキス                 | 石川ユウヤ              | みついまな       | 全2巻                                            |
| 鎧の姫君たち                                 | 葉村哲                  | 羽鳥ぴよこ       | 全3巻                                            |

### ら行
| タイトル                                      | 著者                                      | イラスト | 巻数                |
| --------------------------------------------- | ----------------------------------------- | --- | ------------------- |
| ラーゼフォン                                  | 大野木寛 原作：BONES、出渕裕              | 山田章博他 | 全5巻 短編集1巻     |
| ライアー・ライアー                            | 久追遥希                                  | konomi（きのこのみ） | 全16巻              |
| ライフアライヴ!                               | あさのハジメ                              | ゆーげん | 全4巻               |
| ラグナ・クラウン                              | 三門鉄狼                                  | 白田太 | 全3巻               |
| ラノベ部                                      | 平坂読                                    | よう太 | 全3巻               |
| ラピスリライツ 魔女たちのアルバム             | あさのハジメ 原作：Project PARALLEL       | U35 | 既刊2巻             |
| ラブコメの神様なのに俺のラブコメを邪魔するの? | 三月みどり                                | なえなえ | 全3巻               |
| らぶジェネ!                                   | 本田透                                    | 鶴崎貴大 | 全2巻               |
| ランジェリーガールをお気に召すまま            | 花間燈                                    | sune | 全5巻               |
| 獅子の女王 勇者王ガオガイガー2005             | 竹田裕一郎 原作：矢立肇                   | 木村貴宏 他 | 単巻                |
| Re:ゼロから始める異世界生活                   | 長月達平                                  | 大塚真一郎（第1巻 - 第41巻、短編集1 - 2、短編集11） 楓月誠（短編集3） イセ川ヤスタカ（短編集4 - 6） 福きつね（短編集7 - 12） | 既刊41巻 短編集12巻 |
| Re:ゼロから始める異世界生活Ex                 | 長月達平                                  | 大塚真一郎 | 全6巻               |
| 理想の娘なら世界最強でも可愛がってくれますか? | 三河ごーすと                              | 茨乃 | 全4巻               |
| リミットレス!                                 | 須堂項                                    | ひづき夜宵 | 全3巻               |
| 竜王女は天に舞う                              | 北元あきの                                | 近衛乙嗣 | 全5巻               |
| 緑陽のクエスタ・リリカ 魂の彫塑               | 相沢沙呼                                  | so-bin | 単巻                |
| 輪廻のラグランジェ                            | 月見草平 原作：ラグランジェ・プロジェクト | 森沢晴行 | 全4巻               |
| 瑠璃色にボケた日常                            | 伊達康                                    | えれっと | 全4巻               |
| れも☆ねーど                                   | 夏緑                                      | 八坂ミナト | 全2巻               |
| 魔法鍵師（）カルナの冒険                      | 月見草平                                  | 銀八 | 全4巻               |

### わ行
| タイトル                            | 著者                          | イラスト        | 巻数    |
| ----------------------------------- | ----------------------------- | --------------- | ------- |
| わたしの知らない、先輩の100コのこと | 兎谷あおい                    | ふーみ          | 既刊2巻 |
| わるぷるキス!                       | 内山靖二郎                    | ニリツ          | 全3巻   |
| ワンダバスタイル                    | 滝晃一 原作：ワンダーファーム | ごとP・斎藤人臣 | 全2巻   |

## 映像化作品

### アニメ化
| 作品                                                  | 放送年                 | アニメーション制作 | 備考                           |
| ----------------------------------------------------- | ---------------------- | ------------------ | ------------------------------ |
| 陰からマモル!                                         | 2006年                 | グループ・タック   |                                |
| 神様家族                                              | 2006年                 | 東映アニメーション |                                |
| ゼロの使い魔                                          | 2006年（第1期）        | J.C.STAFF          |                                |
| ゼロの使い魔                                          | 2007年（第2期）        | J.C.STAFF          |                                |
| ゼロの使い魔                                          | 2008年（第3期）        | J.C.STAFF          |                                |
| ゼロの使い魔                                          | 2012年（第4期）        | J.C.STAFF          |                                |
| かのこん                                              | 2008年                 | XEBEC              | OVAあり                        |
| けんぷファー                                          | 2009年                 | NOMAD              |                                |
| 聖剣の刀鍛冶                                          | 2009年                 | マングローブ       |                                |
| あそびにいくヨ!                                       | 2010年                 | AIC PLUS+          | OVAあり                        |
| えむえむっ!                                           | 2010年                 | XEBEC              |                                |
| IS 〈インフィニット・ストラトス〉                     | 2011年（第1期）        | エイトビット       | OVAあり、第2期はレーベル移籍後 |
| 緋弾のアリア                                          | 2011年                 | J.C.STAFF          | スピンオフあり                 |
| まよチキ!                                             | 2011年                 | feel.              |                                |
| 僕は友達が少ない                                      | 2011年（第1期）        | AIC Build          | OVAあり                        |
| 僕は友達が少ない                                      | 2013年（第2期）        | AIC Build          | OVAあり                        |
| この中に1人、妹がいる!                                | 2012年                 | Studio五組         | OVAあり                        |
| お兄ちゃんだけど愛さえあれば関係ないよねっ            | 2012年                 | SILVER LINK.       |                                |
| 変態王子と笑わない猫。                                | 2013年                 | J.C.STAFF          |                                |
| 機巧少女は傷つかない                                  | 2013年                 | Lerche             |                                |
| 魔法戦争                                              | 2014年                 | マッドハウス       |                                |
| 星刻の竜騎士                                          | 2014年                 | C-Station          |                                |
| ノーゲーム・ノーライフ                                | 2014年                 | マッドハウス       | 映画あり                       |
| 精霊使いの剣舞                                        | 2014年                 | ティー・エヌ・ケー |                                |
| 魔弾の王と戦姫                                        | 2014年                 | サテライト         |                                |
| アブソリュート・デュオ                                | 2015年                 | エイトビット       |                                |
| ミカグラ学園組曲                                      | 2015年                 | 動画工房           |                                |
| 学戦都市アスタリスク                                  | 2015年-2016年          | A-1 Pictures       |                                |
| 緋弾のアリアAA                                        | 2015年                 | 動画工房           | スピンオフ小説原作             |
| Re:ゼロから始める異世界生活（アニメ）                 | 2016年（第1期）        | WHITE FOX          | 短編アニメ、OVAあり            |
| Re:ゼロから始める異世界生活（アニメ）                 | 2020年-2021年（第2期） | WHITE FOX          | 短編アニメ、OVAあり            |
| Re:ゼロから始める異世界生活（アニメ）                 | 2024年-2025年（第3期） | WHITE FOX          | 短編アニメ、OVAあり            |
| Re:ゼロから始める異世界生活（アニメ）                 | 2026年（第4期）        | WHITE FOX          | 短編アニメ、OVAあり            |
| ようこそ実力至上主義の教室へ（アニメ）                | 2017年（第1期）        | Lerche             |                                |
| ようこそ実力至上主義の教室へ（アニメ）                | 2022年（第2期）        | Lerche             |                                |
| ようこそ実力至上主義の教室へ（アニメ）                | 2024年（第3期）        | Lerche             |                                |
| ようこそ実力至上主義の教室へ（アニメ）                | 未公表（第4期2年生編） | Lerche             |                                |
| 可愛ければ変態でも好きになってくれますか?             | 2019年                 | GEEKTOYS           |                                |
| 究極進化したフルダイブRPGが現実よりもクソゲーだったら | 2021年                 | ENGI               |                                |
| ぼくたちのリメイク                                    | 2021年                 | feel.              |                                |
| 探偵はもう、死んでいる。                              | 2021年（第1期）        | ENGI               |                                |
| 探偵はもう、死んでいる。                              | 2026年（第2期）        | ENGI               |                                |
| ライアー・ライアー                                    | 2023年                 | GEEKTOYS           |                                |
| 聖剣学院の魔剣使い                                    | 2023年                 | パッショーネ       |                                |
| 佐々木とピーちゃん                                    | 2024年（第1期）        | SILVER LINK.       |                                |
| 佐々木とピーちゃん                                    | 未公表（第2期）        | SILVER LINK.       |                                |
| 神は遊戯に飢えている。                                | 2024年                 | ライデンフィルム   |                                |
| 義妹生活                                              | 2024年                 | スタジオディーン   |                                |
| なぜ僕の世界を誰も覚えていないのか?                   | 2024年                 | project No.9       |                                |
| クラスの大嫌いな女子と結婚することになった。          | 2025年                 | Studio五組 AXsiZ   |                                |
| 死亡遊戯で飯を食う。                                  | 2026年                 | スタジオディーン   |                                |

### 実写映画化
| 作品             | 公開年 | 監督     | 配給 | 備考 |
| ---------------- | ------ | -------- | ---- | ---- |
| 僕は友達が少ない | 2014年 | 及川拓郎 | 東映 |      |

## WEBラジオ
2011年9月22日よりホビレコードからWEBラジオ番組「MF文庫Jラジオあらいぶ!!」が放送されていた。番組名は途中で「MFカフェ文庫Jあらいぶ!!」にリニューアルし、2015年3月25日に最終回が放送された。
2015年4月24日よりホビレコードからWEBラジオ番組「のぞみとかなのXX（ぺけぺけ）しようよ☆」配信開始。MF文庫Jの提供によるもので、略称は『ぺけラジ』。2017年9月25日に第50回で最終回を迎えた。番組のスピンオフコミカライズの連載に合わせ、「のぞみとかなとめえむのXXしようよ！おかわり☆」となって2ndシーズンが2018年6月20日から2019年8月20日にかけて第11回まで放送されたが、配信はコネクトハーツによるPeriscopeに変わり、MF文庫Jの提供がなくなってコミカライズ連載誌のアニメージュが加わった。ちなみに2019年9月20日から2020年12月20日まで「ぺけらじ」として3rdシーズンが配信されていたが、やはりMF文庫Jの提供はないものの、番組内企画でMF文庫Jの作家が手がけることもあった。

## インターネット番組
2016年10月28日から2017年12月5日まで、主に新刊情報を発信するためtwitterの公式のMF文庫J編集部アカウントにておおよそ140秒でMF文庫Jの情報番組「今村彩夏のその席、空いてますか？」が配信されていた。2017年12月29日よりリニューアルし、「今村彩夏×MF文庫J Channel」が同様の形態で配信されていた。略称は『あやかはJC』。第20回となる2018年5月25日に最終回。本配信の他に、2017年12月25日にプレ配信回、2018年6月1日に打ち上げ回も配信した。

## イベント
2012年7月29日、MF文庫Jの創刊10周年を記念し、秋葉原UDXにおいて『MF文庫J 10周年記念 夏の学園祭』が開催され、MF文庫Jの各人気作品のイベントステージが行われた。その後も毎年7月か9月に同内容のイベントが開催されている。
2016年は場所を恵比寿に変更し、会場としては事前抽選制のライブ及びトークステージのみに使うなど、従来と大きく内容が変更されていた。
2017年は再び秋葉原に復帰し、内容もほぼ2016年以前に近い形になったが、会場はベルサール秋葉原で開催は9月10日であった。なお、10月は電撃文庫と富士見ファンタジア文庫のイベントが同じ場所で行われたため、KADOKAWAのラノベイベントが2ヶ月連続で続くことになった。
2018年と2019年は、7月最後の日曜日に同場所で開催された。MFとしての単独イベントは2019年を最後に一旦休止し、2021年3月6日から4月11日の間ではKADOKAWAの他レーベルと合同で「KADOKAWA ライトノベルEXPO2020」がオンラインで開催されていた。
2022年に単独イベントが3年ぶりに復活。しかし、オンライン開催のみとなる。